# Vườn quốc gia Ordesa y Monte Perdido
Vườn quốc gia Ordesa y Monte Perdido là một vườn quốc gia IUCN Loại II nằm trong dãy núi Pyrénées của tỉnh Huesca, Aragon, Tây Ban Nha. Trước đây, nơi đây đã được thành lập vườn quốc gia Thung lũng Ordesa từ năm 1918. Khu vực bảo vệ của nó đã được mở rộng vào năm 1982 bao trùm toàn bộ khu vực lên tới 156,08 km ².
Vườn quốc gia này bao gồm một khu vực được UNESCO công nhận là khu dự trữ sinh quyển từ năm 1997 với tên gọi Khu dự trữ sinh quyển Ordesa-Viñamala. Trong cùng năm đó, vườn quốc gia cũng đã trở thành một phần của di sản thế giới xuyên quốc gia, Pyrénées-Mont Perdu .
Lãnh thổ của vườn quốc gia cũng bao gồm các đô thị Torla, Broto, Fanlo, Tella-Sin, Puértolas và Bielsa.

## Thực vật
Ở độ cao từ 1.500-1.700 mét, có những khu rừng rộng lớn các loài sồi (loài Fagus sylvatica), Abies alba, thông (Pinus sylvestris), sồi (Quercus subpyrenaica), và một mức độ ít hơn của các loài Bạch dương (Betula pendula), tro (Fraxinus excelsior), liễu (Salix angustifolia). Ở độ cao trên 2.000 m, thông núi (Pinus uncinata) chiếm ưu thế hơn cả. Ngoài ra, ở độ cao trên 1.800 m, cây bụi của gỗ hoàng dương (Buxus sempervirens) được tìm thấy. Trong các đồng cỏ núi cao từ 1.700 đến 3.000 mét, có rất nhiều các loài thực vật đặc hữu bao gồm Borderea pyrenaica,Campanula cochleariifolia, Violet Pyrenean, Silene borderei, Androsace cylindrica, Pinguicula longifolia, Petrocoptis crassifolia, và Hoa nhung tuyết (Leontopodium alpinum), là một trong những biểu tượng của Vườn quốc gia.

## Động vật
Loài quan trọng nhất của vườn quốc gia là Dê núi Pyrenean, nhưng chúng đã bị tuyệt chủng trong tháng 1 năm 2000 bất chấp những nỗ lực bảo tồn. Vườn quốc gia còn có loài Rupicapra pyrenaica là một loài dê núi đá sừng nhcùng nhiều loài khác như sóc, heo rừng và chuột nước Pyrenean, và các loài chim lớn như đại bàng vàng, kền kền râu, kền kền Gyps, diều hâu, và cú hoàng gia.

## Tình trạng

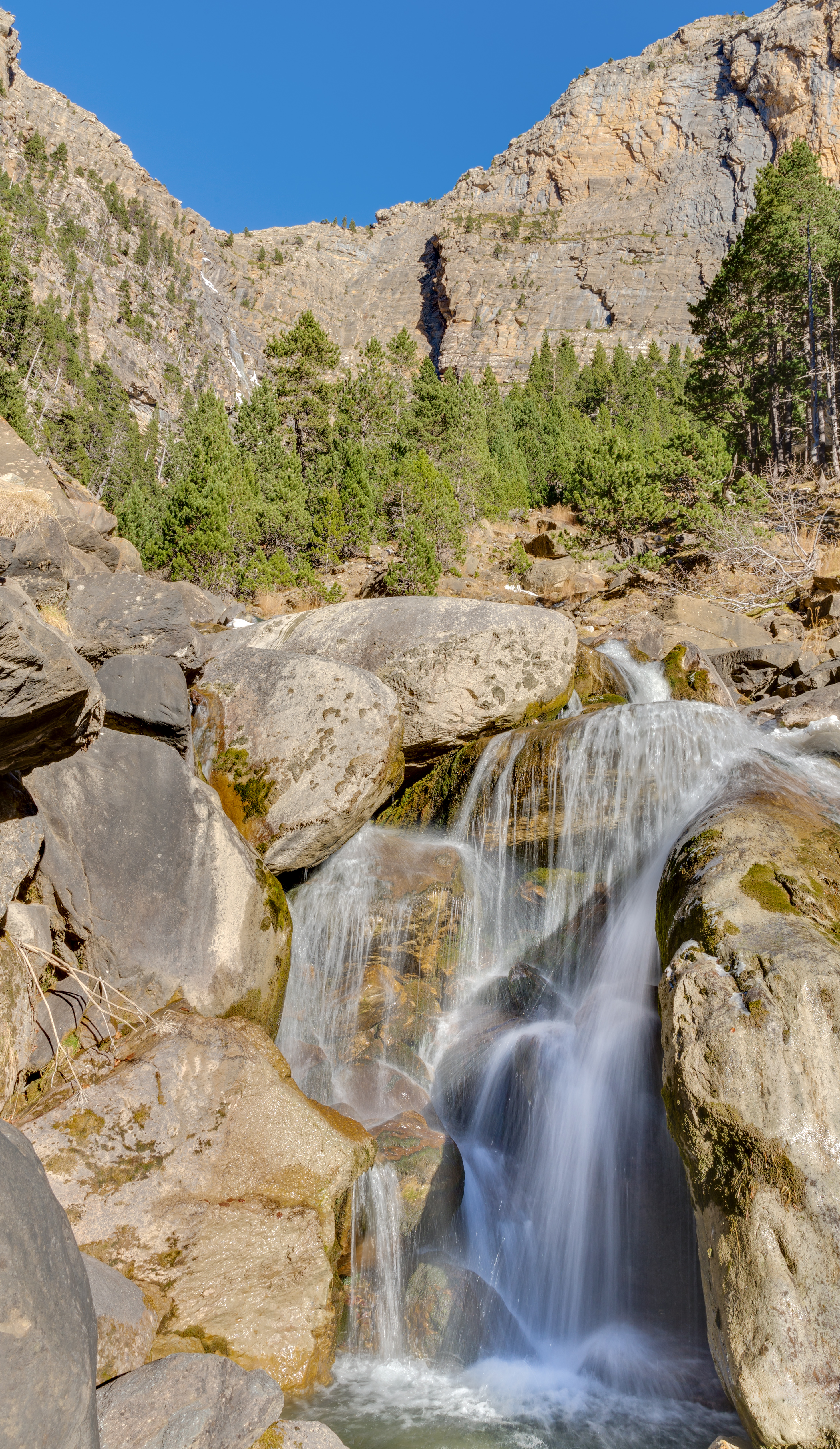

Diện tích 21 km vuông bao trùm Thung lũng Ordesa được công nhận là vườn quốc gia vào ngày 16 tháng 8 năm 1918 bởi một Nghị định Hoàng gia. Ngày 13 tháng 7 năm 1982, nó đã được mở rộng như diện tích hiện tại là 156,08 km ² với tên chính thức là Vườn quốc gia Ordesa y Monte Perdido, một phần của Di sản thế giới của UNESCO.